# Adetus sordidus
Adetus sordidus är en skalbaggsart som först beskrevs av Bates 1866.  Adetus sordidus ingår i släktet Adetus och familjen långhorningar. Inga underarter finns listade i Catalogue of Life.